# Six de Buffalo
 (octobre 2009).
Les Six de Buffalo (Buffalo Six) ou Cellule de Lackawanna (Lackawanna Cell) est un groupe de six américains d'origine yéménite accusés d'avoir fourni un soutien logistique à Al-Qaïda dans les années 2000.
Arrêtés, plaidant coupables, Mukhtar Al-Bakri, Sahim Alwan, Faysal Galab, Shafal Mosed, Yaseinn Taher et Yahya Goba furent condamnés à des peines allant jusqu'à dix ans de prison. Un septième membre, Jaber A. Elbaneh, fut arrêté plus tard au Yémen mais est toujours sur la liste des terroristes les plus recherchés du FBI (Most Wanted Terrorists).
Cette cellule terroriste tient son surnom de la ville de Lackawanna près de Buffalo.